# Typhon (mythologie)
Pour les articles homonymes, voir Typhon (homonymie).
Dans la mythologie grecque, Typhon, ou Typhée (en grec ancien : Τυφῶν / Typhôn ou Τυφωεύς / Typhōeús, Τυφάων / Typháōn, de τῦφος / tŷphos, « la fumée ») est un monstrueux serpent et l'une des créatures les plus dangereuses de la mythologie grecque. Il est le fils de Gaïa (la Terre) et de Tartare. 
Typhon tente de renverser Zeus pour la suprématie du cosmos. Les deux se livrent une bataille cataclysmique, que Zeus gagne finalement en terrassant Typhon de ses éclairs.
Selon les légendes, il est considéré comme le Titan des vents forts et des tempêtes.

## Sources principales
Typhon nous est connu par deux sources principales. D'une part, la Théogonie d'Hésiode « lue à la lumière du Pseudo-Apollodore » qui le présente comme un monstrueux dragon « suscité par Gaïa contre la souveraineté de Zeus ».
D'autre part, l’Hymne homérique à Apollon, parfois attribué à Cynéthos de Chios qui le rajeunit de plusieurs générations et fait de lui un démon enfanté par Héra sans aucun concours masculin. Mécontente d'avoir vu Zeus engendrer seul sa fille Athéna, elle aurait invoqué Gaïa, Cronos et les Titans afin d'enfanter seule un enfant mâle plus puissant que les autres dieux, et aurait été exaucée. Cette tradition post-hésiodique liée au cycle d'Apollon rapporte en outre que c'est à un autre monstre, le dragon femelle Python qu'Héra aurait confié Typhon.
Typhon n'est mentionné qu'une seule fois dans les épopées homériques dans le passage du livre II qui conclut le Catalogue des navires décrivant l'armée rassemblée des Argiens marchant sur Troie : « Ils s'en allèrent donc comme si toute la terre était balayée par le feu ; Et la terre gémissait sous eux comme sous Zeus tonnant dans sa rage, lorsqu'il fouettait le sol autour de Typhon chez les Arimoi, où, dit-on, se trouve la couche de Typhon. » Ce passage homérique avec sa référence unique à Typhon est considéré comme précieux précisément parce qu'il présuppose une information connue et familière sur ce qui était tenu comme « traditionnel en parlant de Typhon ».

## Représentations et descendance
Ses représentations varient : il est parfois considéré comme un ouragan destructeur, ou comme un monstre cracheur de flammes[réf. nécessaire]. 
Hésiode dans la Théogonie fait de lui le père de plusieurs monstres tels que le chien bicéphale Orthos, le chien infernal Cerbère, la Chimère, l'Hydre de Lerne, et Apollodore dans sa Bibliothèque du lion de Némée, de l'aigle du Caucase, du Sphinx, de la laie de Crommyon et du dragon (Ladon), tous nés de son union avec la déesse-vipère Échidna. 
Plutarque décrit Typhon pâle et roux, comme principe de la chaleur et du feu, ainsi que la cause de la sécheresse, l'ennemi de l'humidité Osiris. 
D’après Hygin, un grammairien latin de l'époque augustéenne, il est également le père des Gorgones.

## Récits mythologiques

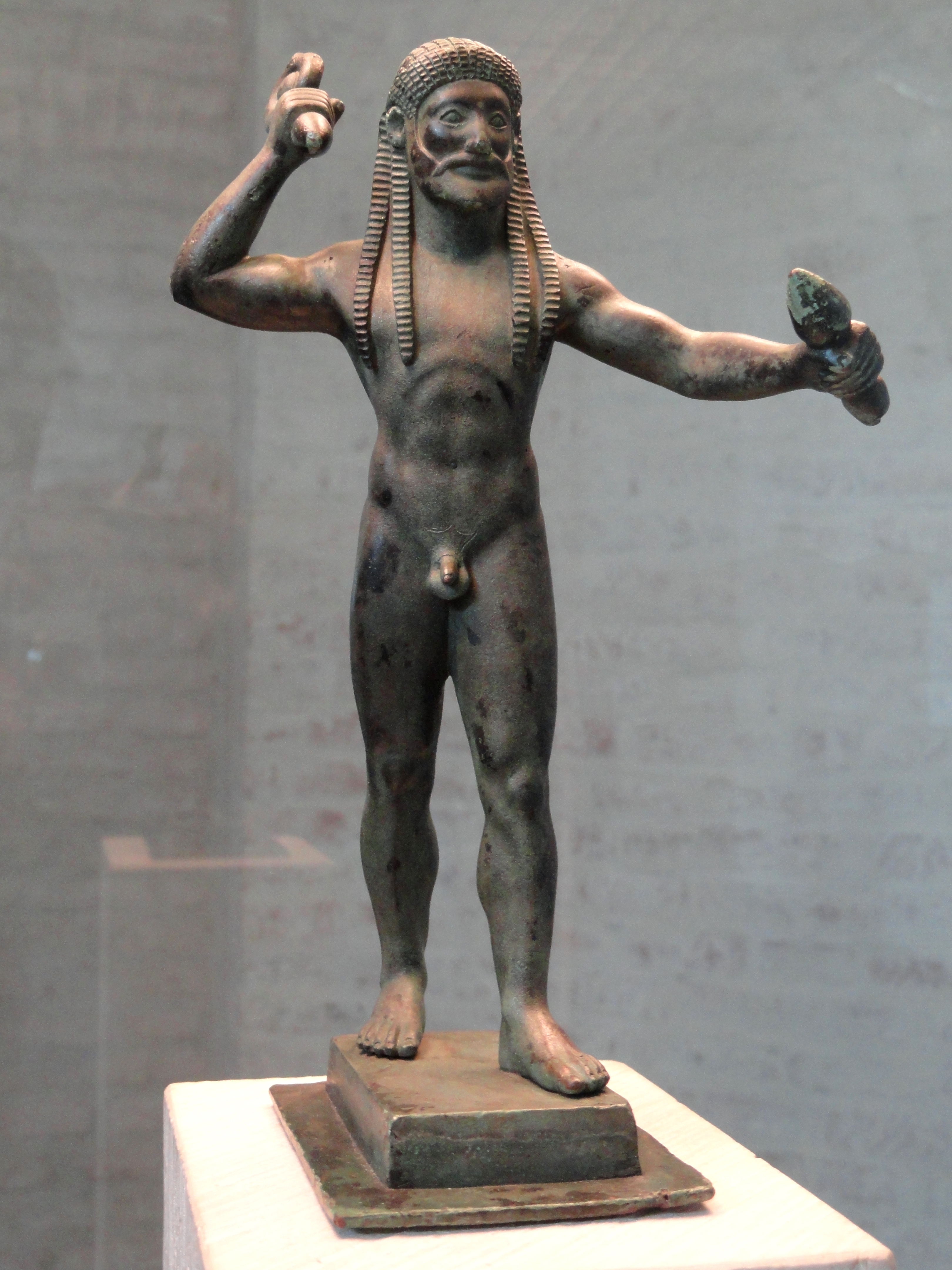
Zeus brandissant la foudre, statuette archaïque en bronze.

Chez Homère, dans l’Iliade, il est frappé par la foudre de Zeus alors qu'il se trouve dans les Arimes, sa patrie et celle d’Échidna ; selon Hésiode, Zeus y vainquit Typhon, et l'y enterra, en Cilicie de Troade.
Hésiode place le combat à la suite de la Titanomachie, Gaïa ayant enfanté Typhon pour venger la défaite des Titans, et ajoute que de la dépouille de Typhon vaincu naquirent les vents malfaisants ou irréguliers. Selon Pindare, Zeus avec l'aide de Poséidon enferme ensuite Typhon sous l'Etna dont il cause les éruptions.
Dans les innombrables versions post-hésiodiques du mythe (Apollodore, Bibliothèque ; Ovide, Métamorphoses, V ; Nonnos, Dionysiaques, III, etc.), le combat de Typhon contre Zeus fait l'objet d'un récit plus détaillé : Typhon grandit en l'espace d'une journée, sa tête finit par atteindre le Ciel et sa vue déclenche une peur panique dans l'Olympe, aussitôt déserté de ses trente mille habitants divins qui, pour lui échapper, se métamorphosent en oiseaux, tandis que Typhon menace pêle-mêle Zeus de l'enchaîner ainsi que Poséidon dans le Tartare, d'épouser Héra, de libérer les Titans, de leur donner les déesses comme épouses ou comme servantes et de faire des jeunes dieux ses propres valets.
Les Olympiens les plus puissants, donc les plus menacés, partent alors se cacher dans le désert égyptien, où ils revêtent provisoirement l'apparence d'inoffensifs animaux : Héra se change en vache, Aphrodite en poisson, Artémis en chatte, Léto en musaraigne, Apollon en corbeau ou en milan, Arès en sanglier ou en poisson, Dionysos en bouc, Héphaïstos en bœuf, Hermès en ibis, Héraclès en faon, etc., Athéna seule restant stoïquement aux côtés de son père Zeus. Armé de la faucille dentelée qui avait permis jadis à Cronos de castrer son père Ouranos, Zeus défie Typhon en combat singulier, mais le monstre réussit à le désarmer et à lui sectionner les tendons des bras et des chevilles à l'aide de la faucille, avant de transporter Zeus inerte dans sa caverne et d'en confier la garde au dragon femelle Delphyné.
Un allié de dernière minute (selon les traditions, Hermès, Pan, Égipan, Athéna ou Cadmos, que Zeus récompense plus tard en lui donnant pour épouse la déesse Harmonie) parvient néanmoins à endormir Delphyné et à se faire remettre par la ruse la dépouille et les tendons de Zeus. Ce dernier, sitôt « recousu », s'empare de sa foudre et de sa lance à la poursuite de Typhon, que les Moires ont entretemps dupé en lui faisant manger des fruits éphémères supposés lui conférer l'immortalité mais destinés en fait à l'affaiblir. Typhon foudroyé alors même où il atteignait la Sicile, est alors enseveli sous l'Etna où il « rejoint » un autre ennemi de Zeus presque aussi dangereux que lui, le Géant Encelade. (Références mentionnées op.cit., les récits différant sensiblement d'une version à l'autre.)

## Interprétations

### Liens avec l'Anatolie et le Proche-Orient
Le récit de l'affrontement entre Zeus et Typhon présente des similitudes avec les récits connus par des textes cunéiformes provenant d'Anatolie, de Syrie et de Mésopotamie. Le récit mythologique du combat du dieu de l'Orage hittite contre le monstre Illuyanka présente une structure similaire à celle du mythe grec. Des ressemblances avec d'autres textes ont été pointées : le récit sumérien de l'affrontement du dieu Ninurta contre le monstre Azag (Lugal-e) ou celui qui le met aux prises avec l'oiseau fabuleux Anzu, le combat entre le dieu babylonien Marduk et le monstre marin primordial Tiamat relaté dans Enūma eliš. Le nom de Typhon a aussi été rapproché de celui du mont Saphon (Ṣapōn, l'actuel Djebel Akra), sur le littoral syrien, lieu associé au dieu de l'Orage local Ba'al-Hadad, connu par la mythologie d'Ougarit.
Selon Calvert Watkins, les preuves linguistiques désignent sans équivoque le deuxième millénaire de l’âge du Bronze comme l’époque de la transmission de la légende de l’Anatolie à la Grèce. Le mode de transmission doit être supposé a priori comme un phénomène classique de contact linguistique, et le lieu de la côte occidentale de l'Anatolie, où les établissements mycéniens ainsi que les artefacts attestent de ce type de contact. La version du mythe de Pseudo-Apollodore, avec sa victoire temporaire du monstre sur Zeus, rappelle de la manière la plus frappante le deuxième récit du mythe d'Illuyankas « le serpent a vaincu le dieu de la tempête ». Selon Watkins, la victoire temporaire du serpent sur le Dieu de l'Orage dans le deuxième récit du mythe est un motif hérité de l'indo-européen, comme le prouvent les formules verbales récurrentes avec la racine *terh- « vaincre » : « le serpent a vaincu le Dieu de l'Orage ».

### Liens avec l'Etna
Cette section ne s'appuie pas, ou pas assez, sur des sources secondaires ou tertiaires indépendantes du sujet. Le texte peut contenir des analyses inexactes ou inédites de sources primaires.
Pour l'améliorer, ajoutez-en, ou placez des modèles {{Source secondaire souhaitée}} ou {{Source secondaire nécessaire}} sur les passages mal sourcés. (février 2024)
D'après Haraldur Sigurðsson, Typhon fait partie, avec Hadès, Perséphone et Héphaïstos, des principaux personnages auxquels les volcans sont associés dans la mythologie grecque, où ils jouent un rôle significatif. Selon ce volcanologue islandais auteur d'une histoire de la volcanologie, Typhon fut, dans la légende, emprisonné sous l'Etna pour s'être rebellé contre les dieux, Zeus compris. En captivité, Typhon présente cent têtes de dragons sortant de ses épaules. Ses yeux crachent des flammes, sa langue est noire et il a une voix horrible. Aussi, la légende veut qu'à chaque fois que le monstre s'étire ou se retourne dans sa prison, l'Etna gronde et la Terre craque, de sorte que les éruptions volcaniques de cette montagne seraient en fait causées par les mouvements du Géant. D'après Sigurðsson, la croyance veut également que si ce dernier devient trop remuant, Zeus lance des éclairs vers la Terre pour le maintenir sous son contrôle. Pour le reste, c'est Héphaïstos qui est supposé être son gardien, et Sigurðsson indique que c'est parce qu'il place sa tête sur son enclume que Typhon s'agite.
L'association de Typhon à l'Etna a été représentée dans l'art, notamment sur une gravure le montrant emprisonné sous le volcan dans The Temple of the Muses, ouvrage de Zachariah Chatelain paru à Amsterdam en 1733.

## Représentations artistiques

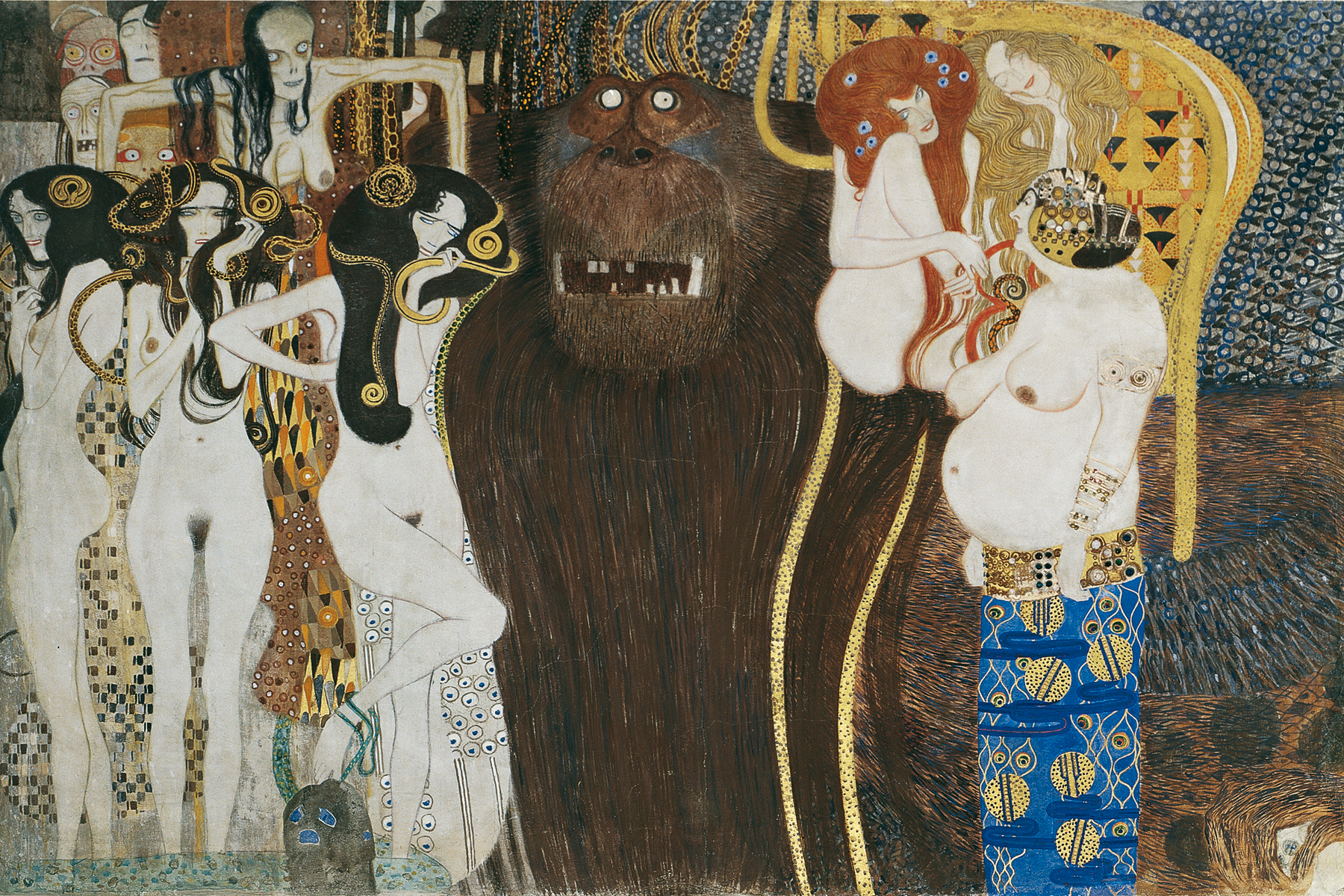
Typhon dans la frise Beethoven de Gustav Klimt (1902).

Il est représenté sur les fresques d'une des tombes étrusques peintes du site de la nécropole de Monterozzi et lui donne son nom : la tombe du Typhon.
La représentation moderne la plus célèbre est le tableau médian de la frise Beethoven de Gustav Klimt, peint en 1902 (Galeries du Belvédère, Vienne). Sous le titre Puissances ennemies, il s'agit d'une allégorie de la 9e symphonie de Beethoven. Typhon y est représenté sous la forme d'un immense singe ailé, à la mâchoire entrouverte et aux yeux glauques. Son corps se prolonge de longs serpents enchevêtrés. À sa gauche sont représentées les Gorgones et à sa droite, trois femmes dénudées symbolisant le Désir sensuel (ou Luxure), la Volupté et l'Intempérance.

## Description physique
Typhon possède le plus souvent dans les représentations artistiques des yeux projetant des flammes. Il serait tellement gigantesque qu'il toucherait le ciel, également ailé et aurait cent têtes de dragons sortant de ses épaules dont chacune darderait une langue noire et cent têtes de vipères sortant de ses cuisses.

## Réinterprétations postérieures
Le mythe de Typhon a été réinterprété dans différents domaines et disciplines à travers les époques. La légende de Typhon a notamment été interprétée comme la représentation de phénomènes physiques, notamment de tremblements de terre, mais cette explication par des phénomènes naturels n’est plus considérée dans le domaine académique comme une justification probable du mythe.

### Philosophie
L’image de Typhon a été rapidement utilisée par les philosophes. On la trouve déjà dans les œuvres de Platon, qui fait prononcer à Socrate un discours dans lequel Typhon est utilisé de manière allégorique. Plutarque, dans son Isis et Osiris, se réfère souvent à Typhon pour l’associer à la divinité égyptienne Seth.
Typhon se retrouve également chez les philosophes plus récents, comme Hegel, qui fait du Dieu grec une représentation du mal (il l’utilise également comme métaphore pour la chaleur du désert égyptien).

### Description climatologique
Typhon est le nom donné aux cyclones tropicaux dans le Pacifique Nord à l'ouest de la ligne de changement de date. Le mot viendrait du monstre de la mythologie grecque responsable des vents chauds. Le terme aurait voyagé vers l'Asie par l'arabe (طوفان, tūfān) puis aurait été récupéré par les navigateurs portugais (tufão). D'autre part, les Chinois utilisent 台风 (« grand vent ») prononcé tai fung en cantonais. On retrouve aussi ce terme sur l'archipel nippon sous la forme du sino-japonais taifū (たいふう), que l'on peut écrire avec les caractères 台風 ou 颱風.

### Psychanalyse
Le dieu Typhon a été réinterprété en psychanalyse.
Il est par exemple mis en comparaison avec le mythe d’Athéna pour mettre en évidence les liens entre amour et connaissance.
Le psychanalyste Theodor Reik, par exemple, se penche sur ce mythe lorsqu’il aborde la question du dualisme, et insiste sur le fait que les divinités malfaisantes telles que Typhon étaient à l’origine des dieux non négatifs, mais que leur statut avait évolué vers un côté démoniaque.

## Dans la culture populaire

### Jeux vidéo
Typhon est un boss dans le jeu vidéo God of War II, et plus récemment, Typhon est le principal antagoniste du jeu vidéo Immortals Fenyx Rising. Typhon est également le boss final du jeu Titan Quest.
Les créatures extraterrestres du jeu Prey, qui prennent diverses apparences plus ou moins monstrueuses, sont appelées Typhons en référence à cette figure mythologique.
Typhon est l'antagoniste principal de la route menant vers la surface dans le jeu-vidéo Hades II.

## Honneur
L'objet transneptunien (42355) Typhon porte son nom.